# Tomașivka, Djankoi
Tomașivka (în ucraineană Томашівка) este un sat în comuna Țilînne din raionul Djankoi, Republica Autonomă Crimeea, Ucraina.

## Demografie
Componența lingvistică a localității Tomașivka
     Rusă (76,11%)
     Tătară crimeeană (18,77%)
     Ucraineană (4,44%)
     Alte limbi (0,34%)
Conform recensământului din 2001, majoritatea populației localității Tomașivka era vorbitoare de rusă (76,11%), existând în minoritate și vorbitori de tătară crimeeană (18,77%) și ucraineană (4,44%).